# Матильда Булонська
Матильда Булонська (англ. Mathilde de Boulogne; близько 1103, Булонь, — 3 травня 1152) — графиня Булонська (з 1125), в шлюбі зі Стефаном Блуаським королева Англії. Брала дієву участь у громадянській війні в Англії 1135–1154 років і в період полону Стефана (1141) була лідеркою партії його прихильників.

## Біографія
Матильда була єдиною дочкою графа Булонського Євстахія III (Есташа ІІІ) та його дружини Марії Шотландської, дочки короля Шотландії Малкольма III. 
Юна Матильда, напевне, виховувалась у монастирі Бермондсей, покровителькою якого була її мати. Коли у 1125 році Євстахій III помер, не залишивши спадкоємців чоловічої статі, Матильда успадкувала Булонське графство на узбережжі Ла-Маншу та великі володіння в Англії, що були надані її дідові у період нормандського завоювання. Скоро після цього Матильда стала дружиною Стефана Блуаського, племінника англійського короля Генріха І та потенційного спадкоємця престолу королівства Англії, з яким вона була заручена ще у 1110-х роках.
Після смерті Генріха І 1135 року Стефан Блуаський був обраний королем Англії. 22 березня 1136 року, через три місяці після коронації чоловіка, Матильда була коронована королевою Англії. Однак вступ на престол Стефана був заперечений дочкою Генріха І, імператрицею Священної Римської імперіїМатильдою, що була для Матильди Булонської двоюрідною сестрою по матері. Прихильники імператриці у Нормандії та Англії взялись за зброю. 1137 року, коли Стефан направився відбивати наступ анжуйців у Нормандії, Матильда Булонська заміщувала свого чоловіка в Англії та боролась із заколотами у середині країни. При підтримці флоту з Булонського графства їй вдалось захопити Дувр та придушити заколот у Кенті. Коли 1138 року в Північну Англію вдерлася армія шотландського короля Давида І, дядька Матильди Булонської, вона стала посередницею на англо-шотландських переговорах і добилась укладення миру (Даремський договір 1138 р.). Але у самій Англії розгоралась громадянська війна між прихильниками короля Стефана Блуаського та імператриці Матильди. 1140 року королева Матильда Булонська відправилась до Франції, де заручилась підтримкою короля Людовика VII проти анжуйців та організувала заручини свого чотирьохрічного сина Євстахія з молодшою сестрою французького короля.
Під час перебування Матильди у Франції, Стефан зазнав нищівної поразки від військ Роберта Глостерського у битві при Лінкольні 2 лютого 1141 року й потрапив у полон. Цим негайно скористалась імператриця, яка 8 квітня 1141 організувала своє обрання королевою Англії, а у червні вступила у Лондон. Через перебування Стефана Блуаського у полоні, керівництво табором його прихильників взяла на себе Матильда Булонська.
Королева Матильда, завдяки привітності та добропорядності, мала значну популярність серед простого люду, особливо у Лондоні, де вона жила з чоловіком ще до вступу на престол. Повернувшись з Франції до Англії, Матильда разом із Вільгельмом Іпрським, одним із найвірніших соратників Стефана Блуаського, набрала нову армію з мешканців Кета та Суррея. Війська королеви у серпні 1141 р. підійшли до столиці, де у цей час вибухнуло повстання міщан проти авторитарної політики імператриці-королеви. Лондонці взялись за зброю, вигнали імператрицю та захоплено зустріли армію королеви Матильди. Знаходячись у столиці, королева почала активну роботу з укріплення своєї партії. Заклавши свої володіння у Кембриджширі, Матильда отримала значні грошові ресурси для продовження боротьби. Завдяки щедрим наданням земель та посад, їй вдалось привернути на свою сторону частину колишніх прихильників імператриці, зокрема Жоффруа де Мандевіля, графа Ессекса. Понад те, у приватній бесіді з Генріхом Блуаським, єпископом Вінчестерським та папським легатом, вона переконала його виступити на підтримку Стефана Блуаського. Це привернуло на сторону короля більшу частину вищого англійського духівництва. Укріплення позицій своєї партії дозволило Матильди перейти у наступ. На початку вересня армія королеви вирушила до Вінчестера, що був обложений імператрицею. 14 вересня 1141 року в битві при Вінчестері королівські війська розгромили армію імператриці й узяли у полон її лідера — графа Роберта Глостерського. Це дозволило визволити короля: 1 листопада 1141 Роберт Глостерський був обміняний на Стефана Блуаського. Король отримав свободу і повернувся у Лондон.
У наступні роки Матильда Булонська менш активно брала участь у подіях громадянської війни, можливо, через погіршення стану здоров'я. Вона займалась благодійною та релігійною діяльністю, разом з чоловіком заснувала монастирі Февершем у Кенті та Коггешелл у Ессексі. 3 травня 1151 королева Матильда померла від хвороби, яка перебігала з гарячкою, у Хенінгемському замку в Ессексі і була похована у абатстві Февершем.

## Родина
Чоловік (з 1125) — Стефан Блуаський (1095–1154), графом Мортенським (1115–1135) і королем Англії (1135–1154).
Діти:
- Бодуен (пом. бл. 1135 р.);
- Євстахій IV (бл. 1130–1153) — граф де Мортен (1135–1141), граф Булонський (1151–1153), одружений (1140) з Констанцією (1124–1180), дочкою Людовика VI, короля Франції;
- Маго (пом. бл. 1135);
- Вільгельм Блуаський (бл. 1137–1159) — граф де Мортен та граф Булонський (1153–1159), одружений (до 1153) з Ізабеллою де Варенн (пом. 1199), дочкою Вільгельма де Варенна, 3-го графа Суррея;
- Марія Булонська (1136–1182) — графиня Булонська (1159–1170), одружена (1160) з Матьє Ельзаським (пом. 1173), сином Т'єрі, графа Фландрії.